# Прилёповка (Чаусский район)
Прилёповка (бел. Прылёпаўка) — деревня в составе Осиновского сельсовета Чаусского района Могилёвской области Республики Беларусь.

## Население
- 2010 год — 12 человек